# Köves
Köves (1899-ig Kolbócz, szlovákul: Kolbovce, korábban Klbovec) község Szlovákiában, az Eperjesi kerület Sztropkói járásában.

## Fekvése
Sztropkótól 12 km-re délkeletre, az Olyka-patak és az Ondava között fekszik.

## Története
1408-ban „Kolbenhaw” alakban említik először, a sztropkói uradalomhoz tartozott. 1430-ban „Colbo”, 1454-ben „Kolawagasa” alakban szerepel. A 16. században ruszinokkal telepítették be. 1715-ben 10 ház állt a faluban. 1787-ben 38 házában 264 lakos élt. A 18. század végén a Dessewffy, Bernáth és Révay családok birtoka.
A 18. század végén Vályi András így ír róla: „KOLBOCZ. Orosz falu Zemplén Várm. földes Ura Bernát Uraság, lakosai leg inkább ó hitűek, fekszik a n. k. Jakusoczhoz 1/2, d. Krisolczhoz 1, n. ny. Sztropkohoz 2, é. Puczákhoz 1 1/2 órányira, hegyes, völgyes határja két nyomásbéli, rozsot, és zabot leg inkább terem, erdeje van.”
1828-ban 43 háza volt 320 lakossal, akik főként mezőgazdasággal, erdei munkákkal foglalkoztak.
Fényes Elek 1851-ben kiadott geográfiai szótárában így ír a faluról: „Kolbócz, Zemplén vmegyében, orosz falu, Sztropkó fil. 2 római, 320 g. kath., 3 zsidó lak. 561. h. szántóföld. F. u. többen. Ut. p. Orlik.”
Borovszky Samu monográfiasorozatának Zemplén vármegyét tárgyaló része szerint: „Köves, azelőtt Kolbócz, ruthén kisközség, 22 házat és 128 lakost számlál, kik mindannyian görög katholikusok. Postája és távírója sztropkó, vasúti állomása Homonna. XVI. századbeli német telep, melynek – míg el nem tótosodott – Kolbenhau volt a neve. A sztropkói uradalom tartozéka volt. A XVIII. század végén a Dessewffy, Bernáth és Rhédey családok voltak az urai. Most nincs nagyobb birtokosa. A pestis 1663-ban itt is pusztított. Gör. kath. temploma 1784-ben épült.”
1920 előtt Zemplén vármegye Sztropkói járásához tartozott.

## Népessége
| Év:            | 1994. | 2004.    | 2014.    | 2024.   |
| -------------- | ----- | -------- | -------- | ------- |
| Emberek száma: | 143   | 176      | 199      | 185     |
| Eltérés:       |       | +23,07 % | +13,06 % | -7,03 % |

| Év:            | 2023. | 2024.   |
| -------------- | ----- | ------- |
| Emberek száma: | 188   | 185     |
| Eltérés:       |       | -1,59 % |

1910-ben 121, túlnyomórészt ruszin lakosa volt.
2001-ben 181 lakosából 150 szlovák és 20 ruszin volt.
2011-ben 188 lakosából 98 szlovák, 51 roma és 33 ruszin.

## Nevezetességei
Szent Kozma és Damján tiszteletére szentelt görögkatolikus temploma 1831-ben épült.